# Sad Alice Said

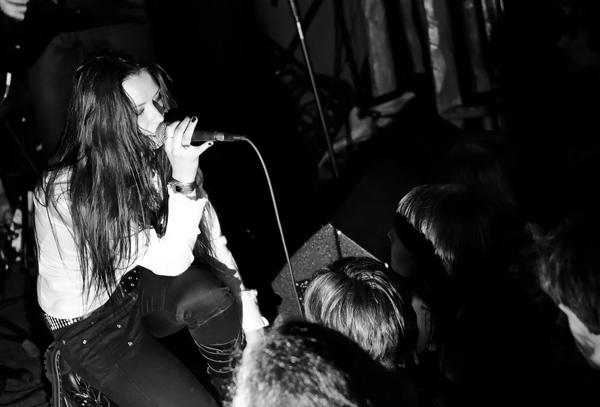
Фото з виступу гурту Sad Alice Said

Sad Alice Said — готичний метал гурт із України, що раніший був відомий також як «Alice in Wonderland».

## Історія
Гурт Sad Alice Said, скорочено відомий як Alice, було створено в 2005 було створено двома учасниками Алісою Шакор та Юлією Левера в місті Житомир, Україна. Назва була вибрана по мотивам оповіді «Пригоди Аліси у Дивокраї». Основними темами їх пісень є; час, природа, почуття і філософські роздуми.
Початково, планувалася, що гурт буде мати лише жіночий склад, але із появою другої гітари, ідею створити лише жіночий гурт відкинули.
Другим гітаристом став Павло Лихотвор. Бас гітаристку Катю замінив Сергій Лихотвор, брат Павла.
В квітні 2006, Юлія Левера залишила гурт. Згодом відбулися зміни клавішників і барабанщиків, але гурт мав незмінними у складі основних учасників: Алісу, Павла і Сергія. В 2007, вони зустріли Юлію Балан (клавішник), яка згодом при'єдналася до гурту. Гурт вирішив покращити своє звучання альтом, і новим учасником гурту стала також Анна Полозова.
Sad Alice Said випустили один альбом, Yesterday's Tomorrow, в 2013, і один EP, Clock Of Eternity в 2011, та чотири сингли.
Їх пісня, "Open Your Eyes", була номінована на титул 'Пісня 2010' на конкурсі Unreliz Music Awards.
В 2015 клавішниця гурту Юлія Балан отримала звістку про діагноз на рак, і була змушена припинити участь у виступах через лікування в 2016. В Житомирі відбувалися заходи із збору коштів, з метою допомогти їй здійснити операцію в Ізраїлі.

## Учасники
- Аліса Шакор (гітара, вокал)
- Павло Лихотвор (гітара)
- Сергій Лихотвор (бас)
- Юлія Балан (клавішні)
- Андрій Лавруша (ударні)
- Анна Полозова (альт)

## Дискографія
- 2011: Open Your Eyes (сингл).
- 2011: Clock Of Eternity (EP).
- 2012: Fade (сингл).
- 2012: Alive (сингл).
- 2013: Yesterday's Tomorrow (альбом)
- 2014: Stay (сингл).